# 茲德沃爾斯克湖

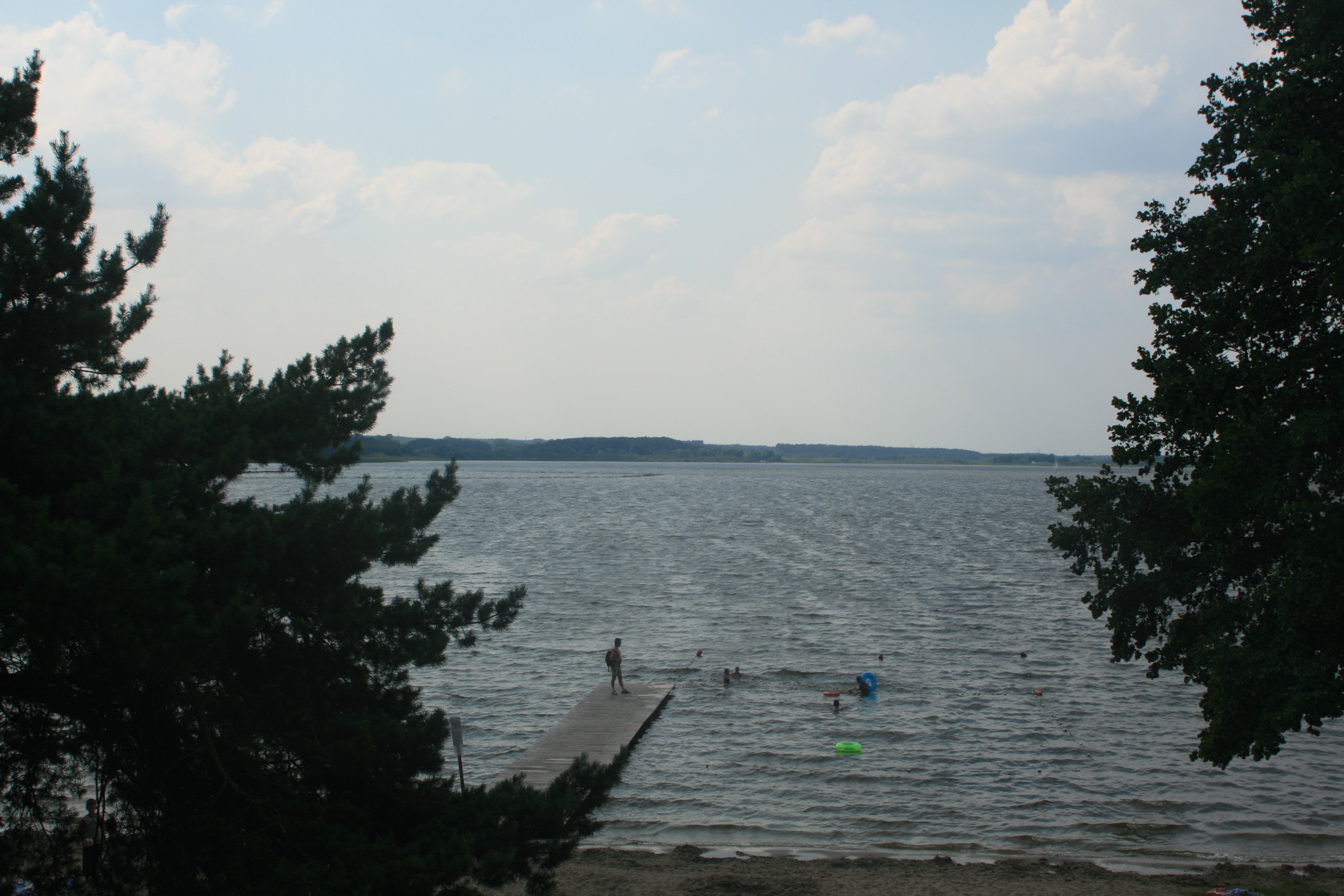

52°26′8″N 19°41′14″E / 52.43556°N 19.68722°E
茲德沃爾斯克湖（波蘭語：Jezioro Zdworskie）是波蘭的人工湖泊，位於該國中部，處於馬佐夫舍省，長3.3公里、寬1.3公里，面積3.3平方公里，海拔高度79米，平均水深2.3米，最大水深5.4米。